# 奇瓣马蓝
奇瓣马蓝（学名：Pteracanthus cognatus）为爵床科马蓝属下的一个种。

## 扩展阅读
- 維基物種上的相關：奇瓣马蓝